# Alexander Bernfes
Alexander Bernfes (geboren als Benjamin Ascher Bernfus 1909 in Warschau; gestorben 27. Dezember 1985 in London) war ein polnisch-britischer Holocaustforscher. 

## Leben
Benjamin Bernfus war ein Sohn eines Rabbiners in Warschau. Er studierte, wurde promoviert und arbeitete als Dozent. Er wurde in der Zeit der deutschen Besetzung Polens im Warschauer Ghetto inhaftiert. Ihm glückte die Flucht und er gelangte 1943 nach London, wo er der polnischen Exilregierung über die deutsche Judenverfolgung in Polen berichtete. 
Bernfes sammelte und archivierte Fotodokumente des Holocaust, darunter Filme, die die deutsche Besatzungskräfte gemacht hatten und auch Amateuraufnahmen deutscher Besatzer. Wissenschaftler, Sachbuchautoren und Ausstellungsmacher bedienten sich des von ihm archivierten Materials. 1963 fand in Frankfurt am Main die Ausstellung „Warschauer Ghetto“ statt, die auf Material fußte, das Bernfes 1961 für ein Ausstellungsprojekt in London zusammengestellt hatte. 1966 produzierte er für die BBC den Dokumentarfilm Warsaw Ghetto und sprach im Film den Kommentar. 1973 wurde aus seinem Archivbestand bei Orbis Publishing der Stroop-Bericht in einer englischen Übersetzung herausgegeben. Dieser Bericht war bereits in den Gerichtsakten zum Nürnberger Prozess gegen die Hauptkriegsverbrecher veröffentlicht worden. 
Bernfes war ein vom Sammeleifer Besessener. Sein ungeordneter Nachlass wurde nach seinem Tod von Rafael Scharf aus seiner Wohnung gerettet und ging 1993 zu Yad Vashem in Jerusalem.

## Werke (Auswahl)
- Warsaw Ghetto, Dokumentarfilm, BBC, 1966
- Richard Humble (Hrsg.): The Warsaw Ghetto no longer exists : from Warsaw Ghetto archives of Alexander Ben Bernfes. London : Orbis, 1973 (= Stroop-Bericht)